# Seznam krajev Unescove svetovne dediščine v Južni Koreji
Območja svetovne dediščine Organizacije Združenih narodov za izobraževanje, znanost in kulturo (UNESCO) so kraji, pomembni za kulturno ali naravno dediščino, kot je opisano v Konvenciji UNESCO o svetovni dediščini, ustanovljeni leta 1972. Kulturna dediščina je sestavljena iz spomenikov (kot so arhitekturna dela, monumentalne skulpture ali napisi), skupin stavb in najdišč (vključno z arheološkimi najdišči). Naravne značilnosti (ki jih sestavljajo fizične in biološke formacije), geološke in fiziografske formacije (vključno z habitati ogroženih vrst živali in rastlin) ter naravna območja, ki so pomembna z vidika znanosti, ohranjanja narave ali naravne lepote, so opredeljena kot naravna dediščina. Republika Koreja (Južna Koreja) je konvencijo sprejela 14. septembra 1988, s čimer je postala upravičena do vključitve na seznam njenih zgodovinskih najdišč. V Južni Koreji je 17 območij svetovne dediščine, na začasnem seznamu pa jih je še 13.
Prva tri najdišča v Južni Koreji, tempelj Haeinsa in Čanggjong P'ango ter jama Sokguram in tempelj Bulguksa, so bila na seznam vpisana na 19. zasedanju Odbora za svetovno dediščino v Berlinu v Nemčiji leta 1995. Najnovejše navedeno najdišče je bilo Petroglifi ob potoku Bangučeon, leta 2025. Getbol ter vulkanski otok  Čedžu in lavni tuneli so naravna najdišča; preostalih 14 najdišč je kulturnih.

## Svetovna dediščina
UNESCO uvršča območja pod deset meril; vsak vnos mora izpolnjevati vsaj eno od meril. Merila od i do vi so kulturna, merila od vii do x pa naravna.
| Ime                                                                           | Slika                                                            | Lokacija (provinca)                               | Leto vpisa | Kriterij                        | Opis |
| ----------------------------------------------------------------------------- | ---------------------------------------------------------------- | ------------------------------------------------- | ---------- | ------------------------------- | --- |
| Sokguram in Bulguksa                                                          | A large stone Buddha statue in a cave                            | Severni Gjongsang                                 | 1995       | 736; i, iv (kulturno)           | Budistični kompleks je bil ustanovljen v 8. stoletju pod kraljestvom Silla. Grobnica Seokguram (na sliki), umetna jama iz granita, je mojstrovina vzhodnoazijske budistične umetnosti in vsebuje velik kip Bude. Tempelj Bulguksa je bil dokončan leta 774. Sestavlja ga več lesenih zgradb na kamnitih terasah. Tako tempelj kot jama sta bila večkrat obnovljena v skladu s tradicionalnimi tehnikami. |
| Tempelj Heinsa in Čangjeong P'ango, deponija lesenih blokov Tripitaka Koreana | Series of woodblocks deposited in a temple                       | Južni Gjongsang                                   | 1995       | 737; iv, vi (kulturno)          | Tripitaka Koreana je zbirka več kot 80.000 lesenih tiskarskih blokov, vgraviranih v 13. stoletju. Predstavljajo najpopolnejšo zbirko budističnih besedil, zakonov in pogodb. Tempelj Haeinsa z dvema stavbama Čanggjeong P'ango je bil zgrajen v 15. stoletju z namenom shranjevanja lesenih blokov z inovativnimi pristopi za zagotovitev njihovega ohranjanja. Tempelj je tudi pomembno budistično romarsko mesto. |
| Svetišče Čongmjo v Seulu                                                      | A Korean temple built on a stone platform                        | Seul                                              | 1995       | 738; iv (kulturno)              | Svetišče Čongmjo je konfucijansko kraljevo svetišče, v katerem hranijo duhovne tablice kraljev in kraljic dinastije Čoson. Prvotno zgrajeno v 14. stoletju in uničeno med japonsko invazijo v 16. stoletju, je bilo obnovljeno v začetku 17. stoletja in je od takrat ostalo relativno nedotaknjeno. V svetišču še vedno potekajo obredi čaščenja prednikov Čongmjo džerje. |
| Palača Čangdokgung                                                            | A large Korean palace hall                                       | Seul                                              | 1997       | 816; ii, iii, iv (kulturno)     | Palača je bila zgrajena v 15. stoletju v času dinastije Čoson. Med japonsko invazijo v 16. stoletju je bila požgana, a kmalu zatem obnovljena in je naslednjih 250 let služila kot glavna rezidenca kraljev. Razporeditev palače in okolice sledi konfucijanskim načelom z vrati, dvorišči in stanovanjskimi prostori. Palača je imela pomemben vpliv na korejsko arhitekturo in oblikovanje vrtov. |
| Trdnjava Hvasong                                                              | Fortress gate and watchtower                                     | Gjongi                                            | 1997       | 817; ii, iii (kulturno)         | Kamnita in opečna trdnjava je bila zgrajena konec 18. stoletja v Suvonu pod kraljem Džeongdžojem. Trdnjava vključuje sodobne vojaške rešitve iz Evrope in vzhodne Azije, z zapornicami, opazovalnimi stolpi, bastijoni in bunkerji. Uporabljali so jo v obrambne, upravne in komercialne namene. Trdnjava je do danes ostala večinoma nedotaknjena. |
| Dolmeni v Gočangu, Hvasunu in na Ganghvu                                      | A dolmen in the field                                            | Inčeon, Severna Čola, Južna Čola                  | 2000       | 977; iii (kulturno)             | Ta dediščina obsega tri sklope dolmenov, megalitskih pogrebnih spomenikov iz neolitika in bronaste dobe. Koreja je dom največjega števila dolmenov na svetu. Različne vrste dolmenov ponujajo informacije o kulturi in obredih družb, ki so jih zgradile. Na sliki je dolmen z otoka Ganghva. |
| Zgodovinska mesta v Gjongdžuju                                                | A stone tower serving as an astronomical observatory             | Severni Gjongsang                                 | 2000       | 976; ii, iii (kulturno)         | Kraljestvo Sila je vladalo Koreji od leta 57 pr. n. št. do leta 935 n. št. Dediščina obsega območja z ostanki budističnih templjev, palač in sorodnih stavb. Kamniti kipi, reliefi, pagode in ostanki drugih spomenikov predstavljajo nekatere izjemne primere budistične umetnosti v Koreji, večinoma iz obdobja med 7. in 10. stoletjem. Park Tumuli vsebuje več kraljevih grobnic, vključno z grobnico Letečega konja. Izkopavanja grobnic so prinesla bogate zlate, steklene in keramične grobne pridatke. Na sliki je Čomsongdae, astronomski observatorij iz 7. stoletja. |
| Vulkanski otok Čedžu in lavni tuneli                                          | Mountain flowers and a mountain in the background                | Čedžu                                             | 2007, 2018 | 1264bis; vii, viii (naravno)    | Otok Čedžu je vulkanski otok na južni konici Korejskega polotoka. Je ščitasti vulkan in ima več vulkanskih značilnosti, vključno z izrazitimi lavskimi cevmi Geomunoreum in tufnim stožcem Songsan Ilčulbong. Vrh Hallasan (na sliki) je najvišja gora v Južni Koreji. Na njem je krater, poln jezera, in slapovi, razkrivajo pa se tudi večplastne skalne formacije. Leta 2018 je bila izvedena manjša sprememba meja območja. |
| Kraljeve grobnice dinastije Čoson                                             | Stone statues and other monuments around a royal tomb            | Gjongi, Seul, Gangvon                             | 2009, 2013 | 1319bis; iii, iv, vi (kulturno) | Grobnice kraljev dinastije Čoson datirajo med letoma 1408 in 1966. Najdišče obsega 40 grobnic na 18 lokacijah. Razporeditev grobnic sledi konfucijanskim načelom in so dobro vključene v okoliško pokrajino. V obdobju Čoson so redno izvajali obrede čaščenja prednikov, ki jih še danes vsako leto izvajata Kraljeva družinska organizacija in združenje častilcev za vsako kraljevo grobnico. Leta 2013 je bila izvedena manjša sprememba meje. Na sliki je grobnica kralja Sedžonga Velikega.                                                                               |
| Zgodovinski vasi Hahe in Jangdong                                             | Traditional houses with thatched roofs in a middle of the fields | Severni Gjongsang                                 | 2010       | 1324; iii, iv (kulturno)        | Vasi Hahe in Jangdong sta dve reprezentativni klanovski vasi v Koreji. Ustanovljeni sta bili v 14. in 15. stoletju, v zgodnjem obdobju Čoson. V njiju so hiše vodilnih družin (jangban), hiše s slamnato streho za meščane, paviljoni, študijske dvorane in konfucijanske akademije za učenje. Lega vasi v gorskem območju je navdihovala pesnike 17. in 18. stoletja. |
| Gorska trdnjava Namhansansong                                                 | Korean-style fortress gate in the stone walls                    | Gjongi                                            | 2014       | 1439; ii, iv (kulturno)         | Namhansansong je bil zgrajen v začetku 17. stoletja na prejšnjih utrdbah kot začasna prestolnica dinastije Čoson. Lahko je sprejel 4000 ljudi in so ga branili budistični menihi-vojaki. Zasnova gorske trdnjave je črpala iz kitajskih in japonskih vplivov, ki so temeljili na obrambi pred strelnim orožjem zahodnega sloga. Vplivala je tudi na zasnovo drugih citadel v Koreji. Na sliki so Severna vrata. |
| Zgodovinska mesta dinastije Pekče                                             | Fortress walls and a gate on the top of a hill                   | Južni Čungčong in Severni Džola                   | 2015       | 1477; ii, iii (kulturno)        | Ta dediščina obsega spomenike poznega kraljestva Pekče, ki izvirajo iz obdobja od 475 do 660. Med njimi so trdnjava Gongsanseong (na sliki) v Gongdžuju, kraljeve grobnice v Bujeu ter kraljeva palača in tempelj v Iksanu. Spomeniki in arheološka najdišča prikazujejo kulturno in versko izmenjavo med Korejo, Kitajsko in Japonsko v obdobju Pekče. |
| Templji Sansa, Budistični gorski samostani v Koreji                           | Buddhist temple with a large golden statue in a mountain setting | razne lokacije                                    | 2018       | 1562; iii (kulturno)            | Ta dediščina obsega sedem budističnih samostanov, Sansa, v gorah južnega dela Korejskega polotoka. Ustanovljeni so bili med 7. in 9. stoletjem in delujejo še danes. Prikazujejo razvoj budizma v Koreji skozi stoletja. Na sliki je tempelj Beopdžusa. |
| Sovon, Korejske neokonfucijanske akademije                                    | Traditional Korean buildings surrounded by trees                 | različne lokacije                                 | 2019       | 1498; iii (kulturno)            | Ta dediščina obsega devet neokonfucijanskih akademij v osrednjih in južnih delih Koreje. Ustanovljene so bile v obdobju Čoson, od sredine 16. do sredine 17. stoletja. Vsak sovon je vodil razred lokalnih intelektualcev, sarim in je deloval kot središče učenja, čaščenja in interakcije z drugimi učenjaki. Sovoni so bili zgrajeni blizu gora in vodnih virov kot del spoštovanja narave. Prikazujejo prilagajanje neokonfucijanskih idej iz Kitajske v Korejo. Na sliki je Dosan Sovon.                                                                                   |
| Getbol, korejske plimske ravnice                                              | Sunset over tidal flats with some islands in the background      | Severni Džola, Južni Čungčong, Južni Džola        | 2021       | 1591; x (naravno)               | Getboli so blatne ravnice ali plimske ravnice, obalni sedimentni sistemi. So pomembni habitati za različne vrste organizmov, vključno s pticami selivkami in morsko favno, kot so školjke, raki, hobotnice in polži. Najdišče obsega štiri območja, od katerih vsako predstavlja drugo vrsto getbola (estuarijski tip, tip odprtega zaliva, tip arhipelaga in polzaprti tip). Na sliki je getbol Gočang. |
| Gaja tumuli                                                                   | Gaya Tumuli in Changnyeong                                       | Južni Gjongsang, Severni Gjongsang, Severni Džola | 2023       | 1666; iii (kulturno)            | To najdišče obsega sedem kompleksov gomil konfederacije Gaja, od 1. do poznega 6. stoletja n. št. Sedem najdišč ustreza sedmim političnim oblastem, ki so sestavljale konfederacijo. Čeprav so imele podobno kulturo, se nikoli niso razvile v enotno državo. Zasnova gomil se je skozi stoletja spreminjala, prav tako grobni pridatki. Artefakti, najdeni na najdišču, kažejo na trgovske povezave z Pekči in Kitajsko. Na sliki je najdišče v okrožju Čangnjong. |
| Petroglifi ob potoku Bangučeon                                                | Petroglyphs depicting animals and human figures                  | Ulsan                                             | 2025       | 1740; i, iii (kulturno)         | Petroglifi na pečinah ob potoku Daegokčeon izvirajo iz obdobja neolitika in zgodnje bronaste dobe, v zgodovinskih časih pa so bili dodani še kasnejši napisi in gravure. Upodabljajo ljudi, kopenske in morske živali, orodje, ladje in abstraktne vzorce. Posebej zanimive so upodobitve kitov, pri čemer obstaja teorija, da so bili kiti predmet čaščenja ljudi, ki so živeli na tem območju. |

## Poskusni seznam
Poleg lokacij, vpisanih na Seznam svetovne dediščine, lahko države članice vodijo seznam predhodnih lokacij, ki jih lahko upoštevajo za nominacijo. Nominacije za Seznam svetovne dediščine so sprejete le, če je bila lokacija že prej uvrščena na predhoden seznam. Južna Koreja ima na svojem predhodnem seznamu 14 lokacij.
| Ime                                                                                | Slika                                                    | Lokacija (provinca)          | Leto vpisa | Kriterij                      | Opis |
| ---------------------------------------------------------------------------------- | -------------------------------------------------------- | ---------------------------- | ---------- | ----------------------------- | --- |
| Gangdžin Kiln                                                                      | Historic site covered by grass and surrounded by a fence | Južni Džola                  | 1994       | ii, iii, iv, v, vi (kulturno) | To najdišče obsega več najdišč peči iz obdobja Gorjo (918–1392). Uporabljali so jih za proizvodnjo keramike Gorjo, korejske keramike in porcelana, kot sta lončena posoda in celadon. Na tem območju je delovalo več kot 400 peči, nekatere od njih so se ohranile do danes. |
| Narodni park Soraksan                                                              | Mountain ridge at sunset                                 | Gangvon                      | 1994       | vii, x (naravno)              | Za gore v gorovju Tebek so značilni izraziti hribi in grebeni, sestavljeni iz granitnih in gnajsnih kamnin. Zaradi svoje naravne lepote je območje priljubljeno med turisti. Tukaj živi več vrst rastlin in ogroženih vrst ptic in sesalcev, med njimi Tristramova žolna (Dryocopus javensis richardsi), dolgorepi goral (Naemorhedus caudatus) in sibirski mošusni jelen (Moschus moschiferus). V parku sta dva budistična templja.                                                    |
| Najdišča fosiliziranih dinozavrov vzdolž južne južnokorejske obale                 |                                                          | Južni Džola, Južni Gjongsang | 2002       | viii, ix, x (naravno)         | Ta nominacija zajema pet najdišč, kjer so bili odkriti ostanki dinozavrov iz obdobja krede. Med njimi so nekatere največje svetovne zbirke odtisov dinozavrov, gnezda z ohranjenimi jajci, pa tudi odtisi ptic s plavalnimi kožnimi kožicami, najstarejši odkriti te vrste. |
| Soline                                                                             |                                                          | Južni Džola                  | 2010       | iii, v (kulturno)             | Ta nominacija zajema soline, območja za proizvodnjo soli, v Sinanu in Yeonggwangu. Sol se proizvaja z uporabo plimovanja, slanica pa se nato prenese v ribnike za izhlapevanje in kristalizacijo. Soline izvirajo iz 19. stoletja, ko je bila tehnologija za proizvodnjo soli uvedena iz Japonske. |
| Starodavne gorske trdnjave v osrednji Koreji                                       | Fortress walls in a forest on a hill                     | Severni Čungčong             | 2010       | iii, iv, v (kulturno)         | To najdišče obsega sedem reprezentativnih gorskih trdnjav v osrednji regiji Koreje. Nenehno so se razvijale in služile kot utrdbe proti tujim napadalcem. Na sliki je Samnjonsansong, ki datira iz poznega 5. stoletja. Je najvišja in največja gorska kamnita trdnjava v Koreji. |
| Mokrišče Upo                                                                       | Wetland with lake and some mountains in the background   | Južni Gjongsang              | 2011       | vii, x (naravno)              | Mokrišče Upo je največje celinsko mokrišče v Koreji in je uvrščeno na seznam Ramsarske konvencije. Je pomembna postaja za ptice selivke na poti med Azijo in Avstralijo. Med pticami so srpasti kreheljc (Mareca falcata), formoški kreheljc (Sibirionetta formosa), navadna žličarka, njivska gos in labod pevec (Cygnus cygnus). Območje ljudje naseljujejo že več tisočletij, arheološka izkopavanja pa so odkrila ostanke lesenega čolna, katerega starost je ocenjena na 7500 let. |
| Mestna trdnjava in vas Naganupsong                                                 | Village with traditional thatched-roof houses            | Južni Džola                  | 2011       | iii, iv, v, vi (kulturno)     | Naganeupseong je primer vasi znotraj trdnjave iz obdobja Čoson. To je bila pogosta vrsta naselja, vendar je bila večina trdnjav porušena pod japonsko kolonialno oblastjo in Naganupsong je ena redkih, ki je ostala v prvotni obliki. Vas ima upravne stavbe, stanovanjske hiše s slamnato streho, paviljon s stelo in velika stara drevesa. Danes v njej živijo tradicionalni glasbeniki.                                                                                             |
| Vas Oeam                                                                           | Village with traditional thatched-roof houses            | Južni Čungčong               | 2011       | ii, iv, v, vi (kulturno)      | Oeam je tradicionalna korejska klanovska vas. Po ustnem izročilu je bila prvič naseljena pred približno 500 leti. Je kmetijska vas, obdana s polji. Posebnost vasi je, da so prebivalci zgradili umetne vodne poti, da bi v hiše pripeljali vodo. |
| Glavne utrdbe Hanjanga: Obzidje Seula, Bukhansansong in obrambni zid Tangčundesong | Namdaemun, the gate in the city walls                    | Seul, Gjongi                 | 2012       | iii, iv (kulturno)            | Obzidje okoli Seula, novo ustanovljene prestolnice dinastije Čoson, je bilo prvič zgrajeno konec 14. stoletja vzdolž grebena notranjih gora Seula, kjer so bili vrhovi Hangjangdosong, Bukhansansong in Tangčundesong. Hangjangdosong se je raztezal čez 18,6 km in je bil večkrat obnovljen. Danes je ohranjenih več delov obzidja, pa tudi vrata, bastijoni, signalni ognjeni nasip in vodna vrata. Na sliki so vrata Namdaemun, uradno znana kot Sungnjemun.                         |
| Kamniti Bude in pagode v templju Hvasun Undžusa                                    | Several stone Buddha sculptures                          | Južni Džola                  | 2017       | i, iii, iv (kulturno)         | Tempelj je bil ustanovljen konec 10. ali v začetku 11. stoletja v obdobju Gorjo in je cvetel do 16. stoletja, ko je bil med japonsko invazijo požgan. Z arhitekturnega vidika predstavlja odmik od tradicionalne postavitve templjev z več bogoslužnimi prostori namesto osrednjega. V templju in okolici je bilo več pagod in kipov Bude, od katerih so nekateri ostali večinoma nedotaknjeni. Tempelj je bil v 19. in 20. stoletju prenovljen.                                        |
| Arheološki ostanki na najdišču templja Heamsa v mestu Jangdžu                      | Ruins of a Buddhist temple                               | Gjongi                       | 2022       | iii (kulturno)                | Tempelj Heamsa v Jangdžuju je bil zgrajen med letoma 1374 in 1376 na starejših stavbah. Bil je tempelj Sona, korejske veje zen budizma. Ta verska šola je v Koreji cvetela v 14. stoletju, vendar je pod dinastijo Čoson propadla in tempelj je bil v 16. stoletju zaprt. Čeprav je propadel, se je ohranila postavitev lokacije, ki odraža arhitekturne prakse samostanske šole. |
| Getbol, korejske plimske ravnice (razširitev)                                      |                                                          | Južni Džola                  | 2023       | x (naravno)                   | To je predlagana razširitev območja svetovne dediščine, ki je bilo uvrščeno na seznam svetovne dediščine leta 2021. Upoštevajo se tri območja blatnih ravnic: Muan Getbol, Gohung Getbol in Josu Getbol. So pomembni habitati za ptice, halofitne rastline in morske organizme. |
| Najdišča vojne prestolnice Pusan                                                   | Memorial stone plates with names inscribed               | Pusan                        | 2023       | iii (kulturno)                | Pusan je bil v dveh obdobjih med korejsko vojno (1950–1953) začasna prestolnica. Devet nominiranih komponent ponazarja potrebo po hitri prilagoditvi infrastrukture za podporo vojni vladi, zagotavljanje stanovanj razseljenim osebam in omogočanje mednarodnega sodelovanja. Te komponente vključujejo začasni vladni kompleks in predsedniške rezidence, pomol 1 pristanišča Pusan, dve vasi in spominsko pokopališče Združenih narodov (na sliki je spominski zid).                 |